# NGC 4830
NGC 4830 is een elliptisch sterrenstelsel in het sterrenbeeld Maagd. Het hemelobject werd op 26 mei 1880 ontdekt door de Duitse astronoom Ernst Wilhelm Leberecht Tempel.

## Synoniemen
- ESO 575-37
- MCG -3-33-24
- PGC 44313